# Fitzcarraldo (альбом)
Fitzcarraldo — второй студийный альбом группы The Frames, выпущенный под псевдонимом The Frames DC, чтобы избежать путаницы с американской группой с одноименным названием. Диск был выпущен на ZTT Records лейбле в ноябре 1995 года.

## Список композиций
1. Revelate (4:02)
2. Angel At My Table (3:54)
3. Monument (3:33)
4. In This Boat Together (4:20)
5. Giving It All Away (4:10)
6. Say It To Me Now (5:34)
7. Denounced (4:13)
8. Red Chord (4:27)
9. Roger (3:23)
10. Fitzcarraldo (11:35)
11. Your Face (Hidden track)